# Sungaya ibaloi

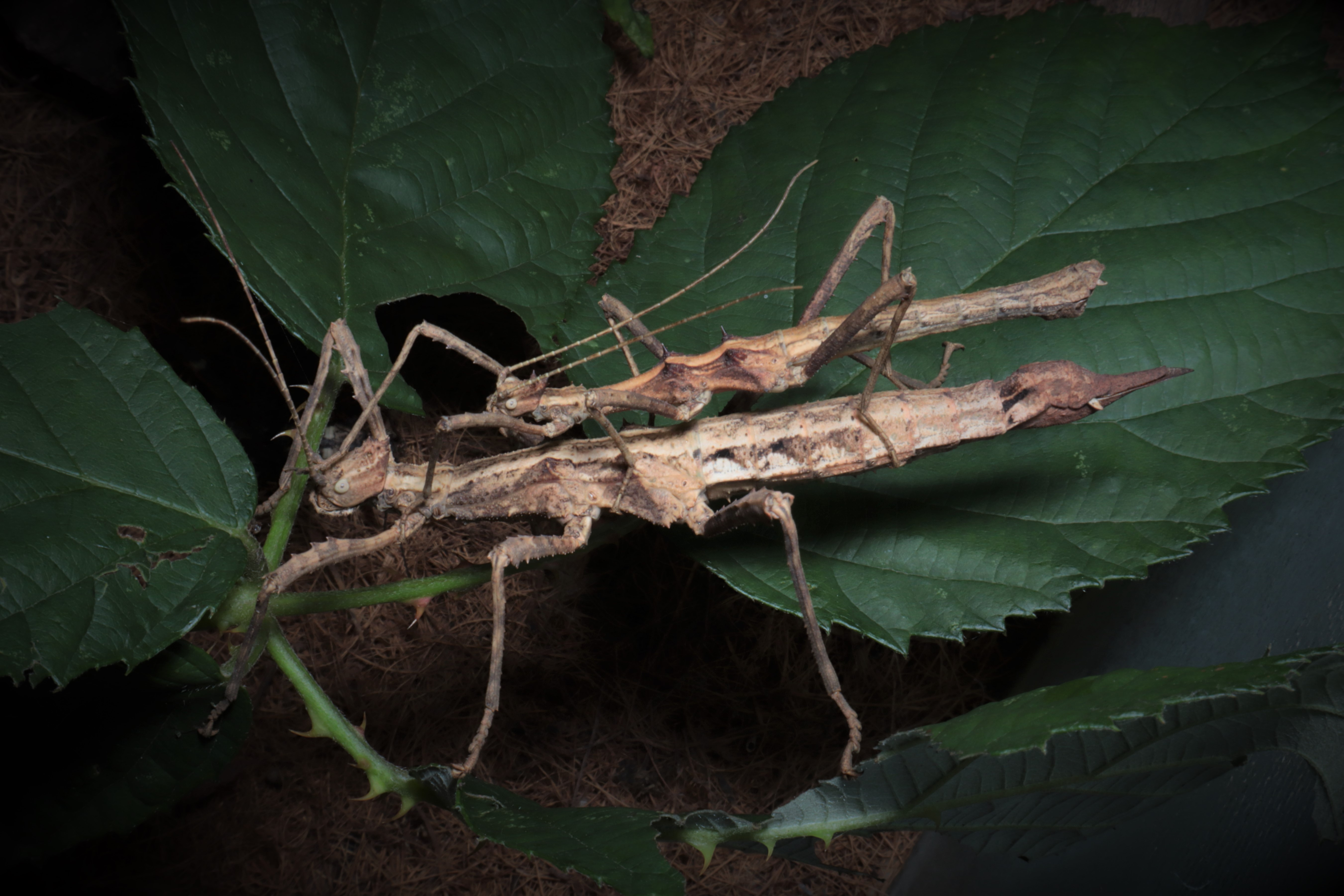
Pärchen

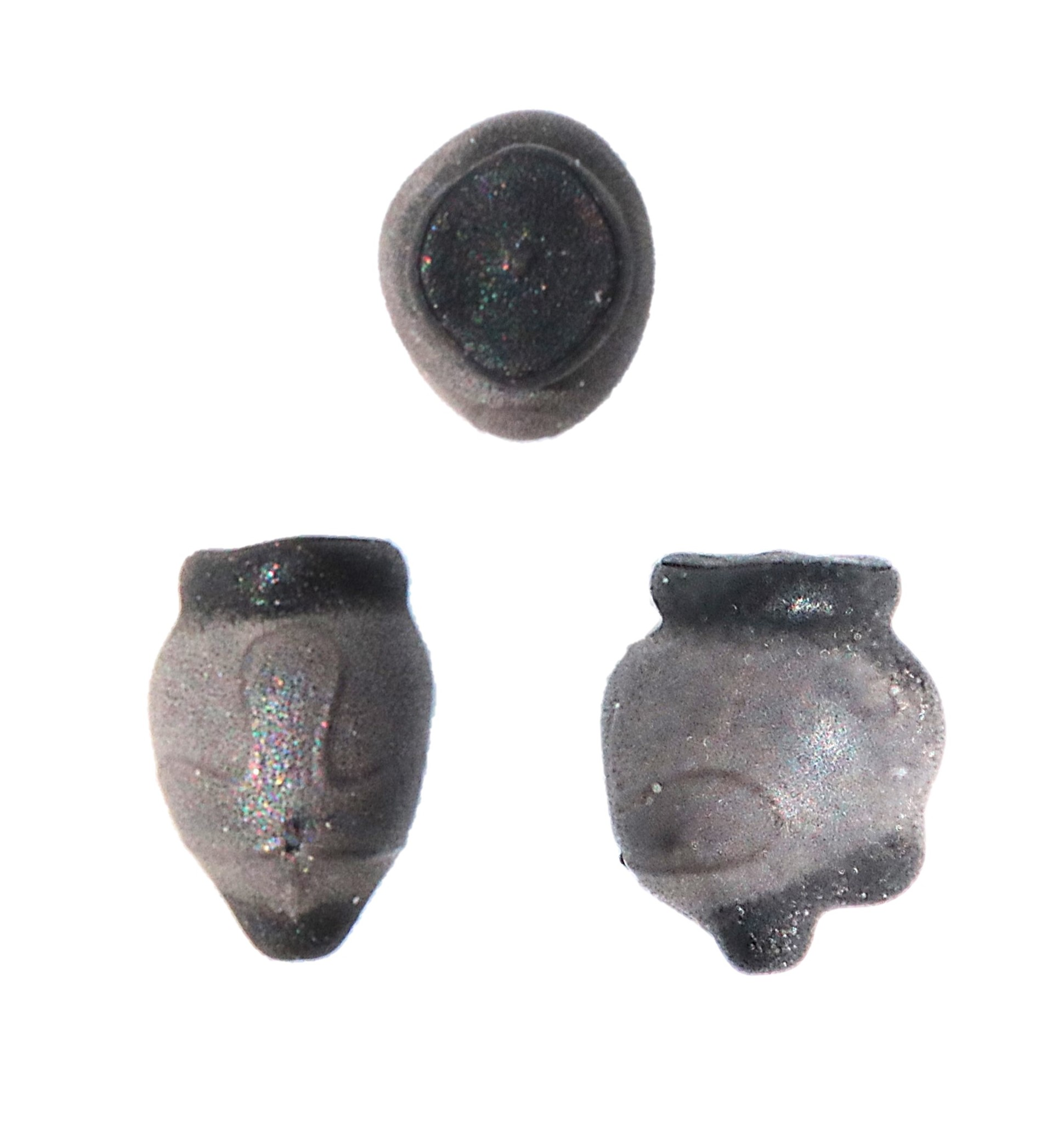
Ei: oben Blick auf den Deckel (Operculum), links von dorsal, rechts von lateral

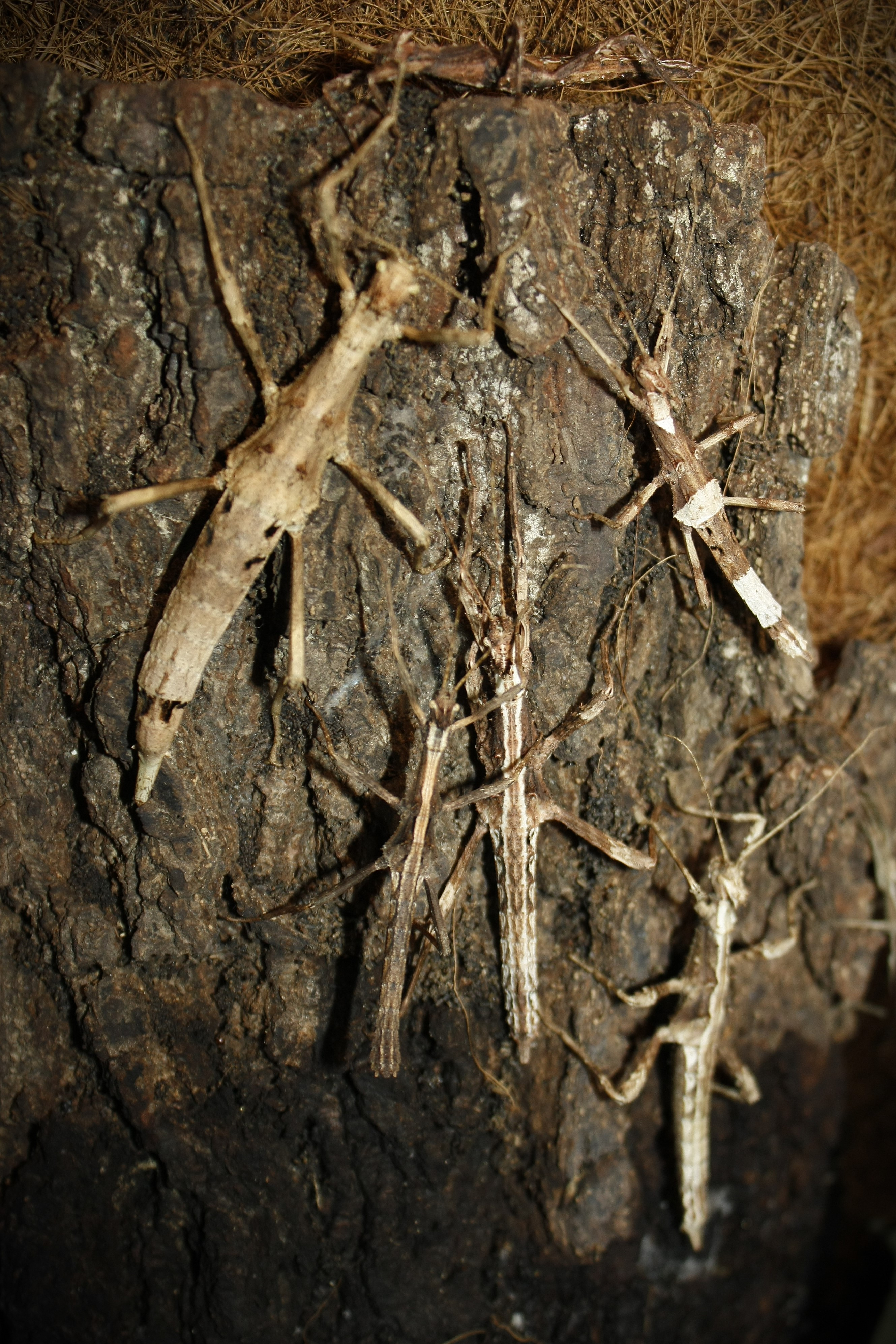
Verschiedene Stadien mit verschiedenen Färbungen

Sungaya ibaloi ist eine Art aus der Familie der Heteropterygidae. Sie ist eine von drei sehr ähnlichen Gespenstschrecken-Arten der Gattung Sungaya, die häufig in den Terrarien der Liebhaber gehalten werden. Die Art stammt wie alle Vertreter der Gattung von der philippinischen Insel Luzón und wurde dort in der Provinz Benguet gefunden.

## Merkmale
Im Habitus ähneln die Tiere wie alle Vertreter der Gattung Sungaya denen der Schwestergattung Trachyaretaon. Auch bei ihnen sind beide Geschlechter flügellos und oberseits mit kurzen Stacheln auf dem Meso- und Metanotum bewehrt. Die Weibchen von Sungaya ibaloi erreichen eine Länge von 72 bis 88 mm. Der für Arten der Obriminae typische schnabelförmige sekundäre Legestachel am Ende des Abdomens, der den eigentlichen Ovipositor umgibt, wird von ventral aus dem achten Sternit, auch Subgenitalplatte genannt, gebildet. Das direkt davor gelegene siebte Sternit trägt an seinem hinteren Rand das Praeopercularorgan. Bei Sungaya ibaloi besteht es aus einer kleinen, flachen und mit einem Paar Tuberkeln versehenen Einkerbung, während es bei Sungaya aeta durch eine deutliche, fast halbkreisförmige Aushöhlung gebildet wird, die bei Sungaya inexpectata eher dreieckig ist.
Männchen von Sungaya ibaloi sind schlanker und bleiben mit 51 bis 59,5 mm Länge deutlich kleiner als Weibchen. Sie wirken etwas gestreckter als die von Sungaya aeta. Ihr Mesothorax erreicht die dreifache Länge des Prothorax, während er bei den Männchen von Sungaya aeta nur die 2,6-fache Länge des Prothorax erreicht.
Beide Geschlechter sind variabel in Muster und Farbe. Fast schwarze oder Tiere mit grüner oder rötlicher Grundfarbe wie sie bei Sungaya aeta auftreten, sind bei Sungaya ibaloi nicht bekannt. Meist dominieren hell- bis dunkelbraune Grundfarben, auf denen hellbraune und weiße Bereiche an den Beinen und am Körper mehr oder weniger kontrastreiche Muster bilden. Die für die Gattung typische Stachelkrone am Hinterkopf sitzt auf einem etwas stärker zapfenförmig ausgezogenen Scheitel als bei Sungaya aeta.
Die Eier sind mit etwa 4,8 bis 4,9 mm Länge, 3,4 bis 3,5 mm Breite und 3,8 bis 3,9 mm Höhe verhältnismäßig groß. Sie unterscheiden sich von denen von Sungaya aeta durch eine etwas hellere graue Gesamtfarbe, einen zusätzlichen posteroventralen Winkel und die kleinere Mikropylarplatte. Deren seitliche Verlängerungen sind erweitert und zu den Enden breit gerundet, während sie bei Sungaya aeta eher schlank und parallelseitig sind. Bei dieser ist der Eideckel kreisförmig, während er bei Sungaya ibaloi oval ist (Siehe auch Bau des Phasmideneies).

## Systematik
Sarah Bank et al. bezogen in ihrer 2021 veröffentlichten, auf Genanalysen basierenden Untersuchung zur Klärung der Phylogenie der Heteropterygidae auch vier Proben verschiedener Sungaya-Stämme ein. Sie konnten zeigen, dass neben der dort als Sungaya inexpectata (Sungay „Highland“) bezeichneten Typusart der Gattung, noch drei weitere, bis dahin nicht beschriebene Arten existieren. Frank H. Hennemann beschrieb 2023 zwei dieser Arten. Eine davon war die von Bank et al. als Schwesterart von Sungaya inexpectata identifizierte und dort als Sungaya sp. (Benguet) bezeichnete Art, welche von Hennemann den Namen Sungaya ibaloi bekam. Der gewählte Artzusatz „ibaloi“ ist den Ibaloi gewidmet, einem in Benguet lebenden, indigenen Volk das zusammen mit anderen als Igorot bezeichnet wird und im Gebiet des Cordillera Central lebt.
Die ersten Tiere der Art wurden im Jahr 2013 durch den auf den Philippinen lebenden Franzosen Thierry Heitzmann in Benguet in einer Höhe von 900 bis 1000 m gesammelt. Von diesen sind ein Weibchen als Holotypus und ein Männchen als Paratypus im Museum für Naturwissenschaften in Brüssel hinterlegt. Als weitere Paratypen sind dort zwei Weibchen, sechs Männchen und ein Ei aus der Zucht von Bruno Kneubühler aus dem Jahr 2015 zu finden. Ein weiteres Männchen, ein Weibchen und ein Ei aus Kneubühlers Zucht von 2015 befinden sich als Paratypen in der Belegsammlung von Hennemann. Daneben sind dort drei männliche Tiere aus der Zucht seiner Frau Eva Seidel-Hennemann von 2016 als Paratypen hinterlegt.

## Terrarienhaltung
Aus den von Heitzmann 2013 in Benguet gesammelten Tiere konnte ein Zuchtstamm etabliert werden, der bis zur Beschreibung der Art als Sungaya inexpectata 'Benguet‘ oder Sungaya sp. 'Benguet‘ bezeichnet wurde. Er wurde in Europa erstmals von Kneubühler nachgezogen und verteilt. Der Stamm wird herkunftsrein gehalten und gezüchtet und wird seit der Artbeschreibung durch Hennemann 2023 als Sungaya ibaloi 'Benguet' bezeichnet.
Wie alle bisher bekannten Vertreter der Gattung ist auch Sungaya ibaloi sehr leicht zu halten und zu vermehren. Sie ist nach Sungaya aeta die zweithäufigste Sungaya-Art in Zucht. Als Futter eignet sich das Laub der meisten für Phasmiden gängigen Futterpflanzen wie das von Brombeeren und anderen Rosengewächsen sowie das von Haseln, Hainbuche und vielen anderen. Um die Ablage der Eier zu ermöglichen, sollte der Boden mit einer leicht feuchten Erd- oder Sandschicht bedeckt sein.